# Station Sieraków Wielkopolski
Station Sieraków Wielkopolski is een spoorwegstation in de Poolse plaats Sieraków.